# Hutsnuwu
Hutsnuwu (Hoochinoo, Hootzenoo, Hootznahoo, Hootchinoo, Hootzenoo, Hudsunoo, Hootsinoo, Houchnou, Kutznou, Koutsnou, Koutsnow, Hoosnoff, Kotznahoo, Koutsnu, Houtsnau), pleme Tlingit Indijanaca, porodica Koluschan, sa zapadne i južne obale otoka Admiralty u arhipelagu Alexander pred obalom Aljaske. Ovo pleme poznato je pod cijelim nizom naziva a imali su tri sela poznata kao Angun ili Angoon na sjeveru Hood Baya, Killisnoo na istoimenom otoku u arhipelagu kod Admiraltyja i Nahltushkan na Whitewater Bayu, na zapadnoj obali otoka Admiralty Island. Populacija im je procijenjena na 300 (1840). Godine 1880 bilo ih je 666 u dva sela, 440 u Angoonu i 246 u Scutskonu (kod Hodgea Nahltushkan). 
Godine 1804. pomažu Sitkama u borbi protiv, Baranofa (Александр Андреевич Баранов). Kasnije žive miroljubivo s bijelcima, ipak usprkos tome američki ratni brod Corwn godine 1882. bombardirao je njihovo selo Angoon, dejlimice ga uništivši.
Klanovi: Deisheetaan, Kak'weidí i L'eeneidí u fratriji Raven i Dakl'aweidí, Teikweidí i Wooshkeetaan u fratriji Wolf. Hodge njihove klanove naziva Ankakehittan, Daktlawedi, Deshuhittan, Tekoedi i Wushketan.

## Vanjske poveznice
- H Alaska Indian Villages, Towns and Settlements